# André Fringer
André Fringer (* 1973 in Friedrichshafen) ist ein deutscher Krankenpfleger, Pflegewissenschaftler, Hochschuldozent und -professor sowie Autor. Er ist Co-Leiter des Studiengangs Master of Science in Nursing (MScN) und Forschung & Entwicklung Pflege am Institut für Pflege an der Zürcher Hochschule für Angewandte Wissenschaften in Winterthur.

## Werdegang
André Fringer absolvierte 1996 sein Examen als Krankenpfleger am Kreiskrankenhaus Sigmaringen und arbeitete anschließend bis 2000 als Pflegefachperson in der Alten-, Hospiz- und intensiven Pflege für Menschen mit schweren chronischen Krankheiten (z. B. Schädel-Hirn-Trauma, schwere körperliche oder neurologische Erkrankungen) im Franziskuszentrum der Stiftung Liebenau in Friedrichshafen am Bodensee.
Von 2000 bis 2006 studierte André Fringer an der Universität Witten/Herdecke Pflegewissenschaft im Bachelor- und Masterstudiengang und schloss mit einem Master of Science in Nursing (MScN) ab. Von 2006 bis 2010 promovierte er am Lehrstuhl für familienorientierte und gemeindenahe Pflege bei Wilfried Schnepp und erlangte mit Summa cum laude 2010 den Titel Dr. rer. medic.
Von 2010 bis 2011 war André Fringer als Post-Doc wissenschaftlicher Mitarbeiter an der Zürcher Hochschule für Angewandte Wissenschaft ZHAW tätig. Von 2011 bis 2018 war er Projektleiter, stellvertretender Institutsleiter des Instituts für Pflegewissenschaft und Studienleiter des Master of Advanced Studies (MAS) in Palliative Care an der OST – Ostschweizer Fachhochschule tätig. Von 2013 bis 2019 wurde André Fringer die Professur für Pflegewissenschaft an der OST und von 2018 bis heute die Professur für Familienzentrierte Pflege an der Zürcher Hochschule für Angewandte Wissenschaften ZHAW verliehen.
Er ist seit 2016 Lehrbeauftragter im Ph.D.-Programm Nursing and Allied Health Sciences zum Thema Triangulation und Mixed Methods Research an der Paracelsus Medizinischen Privatuniversität in Salzburg, Österreich und ebenfalls seit 2018 Mitglied der Programmkommission sowie Dozent zum gleichen Thema im Ph.D.-Programm Care & Rehabilitation Sciences an der Medizinischen Fakultät der Universität Zürich.
Er übernahm 2018 mit Maria Schubert die Co-Leitung für den Master of Science sowie für Forschung & Entwicklung Pflege am Institut für Pflege im Departement Gesundheit an der Zürcher Hochschule für Angewandte Wissenschaft ZHAW.

## Forschungsthemen
André Fringer spezialisierte sich auf qualitative Forschungsmethoden und Methodologien wie Grounded Theory, Case Study Research, N-of-1-Studien, Survey Research, Mixed Methods Research sowie qualitative Datenanalyse und ist MAXQDA-Trainer.
Seine Hauptthemenschwerpunkte sind Sterbefasten, Palliative Care, Family Nursing, Einsamkeit und soziale Isolation. Ein zweiter Forschungsschwerpunkt sind berufs- und professionsbezogene Projekte in der Pflege.

## Publikationen (Auswahl)
- Das Buchser Pflegeinventar für häusliche Krisensituationen (BLiCK): Analysen, Werkzeuge und Empfehlungen zur Krisenintervention. Hogrefe, Bern 2019, ISBN 978-3-4568-5856-2.
- Palliative Versorgung in der Langzeitpflege: Entwicklungen, Möglichkeiten und Aspekte der Qualität. Hogrefe, Bern 2016, ISBN 978-3-4568-5619-3.
- mit T. Hax-Schoppenhorst (Hrsg.): Das Klimafolgen-Buch: Wie Pflege- und Gesundheitsberufe der Klima- und Biodiversitätskrise begegnen können. Hogrefe, Göttingen/Bern/Wien 2024, ISBN 9783456863320.
- mit C. Gleiser: Pflege ist...: 52 Schlaglichter auf den schönsten Beruf der Welt. Hogrefe, Bern 2025, ISBN 978-3-4568-6405-1.